# Lost in La Mancha
Pour plus de détails, voir Fiche technique et Distribution.
Lost in La Mancha est un film documentaire américano-britannique réalisé par Keith Fulton et Louis Pepe, tourné en 2000 et sorti en 2002. Conçu à l'origine pour être le making of de The Man Who Killed Don Quixote, projet avorté du réalisateur Terry Gilliam, le film est finalement sorti en salles et a fait l'objet d'une exploitation sur support DVD.

## Synopsis
Pendant l'été 2000 en Espagne, Fulton et Pepe suivent, pour en réaliser le making of, le tournage de ce qui aurait dû être The Man Who Killed Don Quixote, un film que projette de réaliser Terry Gilliam depuis plusieurs années. Jean Rochefort doit tenir le rôle de Don Quichotte. Johnny Depp et Vanessa Paradis font également partie de la distribution. Cependant, le tournage tourne vite à la catastrophe : problèmes d'organisation, conflits personnels, vols intempestifs de F16 de l'armée de l'air américaine basée en Espagne sur le site de tournage, pluie diluvienne dans un lieu désertique qui dégrade le matériel et altère le décor – le désert servant de lieu de tournage devenant verdoyant le lendemain du déluge –, maladie de Jean Rochefort qui empêchera celui-ci de jamais remonter à cheval et l'écarte des plateaux.
L'assureur du film acquiert alors les droits sur le scénario ainsi que les scènes déjà tournées, en contrepartie du remboursement des producteurs.
De making of à l'origine, Lost in La Mancha se transforme rapidement en documentaire, chronique du naufrage d'un film.
Il est à noter que le film a été annulé avant que Vanessa Paradis n'arrivât sur le tournage ; ses seules apparitions dans ce film sont donc des tests lumière préalables au tournage.

## Fiche technique
Sauf indication contraire, les informations mentionnées dans cette section peuvent être confirmées par la base de données cinématographiques IMDb,  présente dans la section « Liens externes ».
- Titre original : Lost in La Mancha
- Réalisation : Keith Fulton et Louis Pepe
- Musique : Miriam Cutler
- Montage : Jacob Bricca
- Production : Lucy Darwin
- Sociétés de production : Quixote Films et Low Key Pictures, en association avec Eastcroft Productions
- Pays d'origine :  Royaume-Uni et  États-Unis
- Langues originales : anglais, espagnol et français
- Durée : 93 minutes
- Format : couleurs - DV - 1,33:1 - Dolby
- Dates de sortie :
  - Allemagne : 11 février 2002 (avant-première mondiale à la Berlinale 2002)
  - Royaume-Uni : 2 août 2002
  - États-Unis : 31 janvier 2003 (sortie limitée à Los Angeles et New York)
  - Belgique : 5 mai 2004
  - France : 16 juillet 2003

## Distribution
- Terry Gilliam
- Johnny Depp
- Jean Rochefort
- Jeff Bridges : narrateur
- Tony Grisoni
- René Cleitman
- Nicola Pecorini
- Ray Cooper
- Gabriella Pescucci
- Vanessa Paradis (images d'archives)
- Orson Welles (images d'archives)
- Pierre Gamet

## Commentaire
Sorti en salle, le film n'aurait dû être à l'origine que le making-of du Don Quichotte de Gilliam, et faire office de bonus DVD. La qualité de l'image est, du fait, très inférieure à celle d'un film pour le cinéma. Le film est souvent montré dans des écoles de cinéma comme compilation de tout ce qui peut mal se passer lors d'un tournage.

## L'aprèsLost in La Mancha
Terry Gilliam récupère les droits sur le scénario de The Man Who Killed Don Quixote, droits que détenait la compagnie d'assurance. En 2009, il relance le projet avec Robert Duvall et Ewan McGregor en lieu et place de Jean Rochefort et Johnny Depp. Le financement capote. Le tournage prévu en 2010 est annoncé pour 2012 avec Robert Duvall toujours mais Owen Wilson à ses côtés. Cette seconde tentative échoue elle aussi avant même le début du tournage. En 2014, c’est John Hurt qui reprend le rôle de Don Quichotte et Jack O'Connell celui de Toby. Mais la malédiction continue : à l’été 2015, on diagnostique à l’acteur un cancer du pancréas. Finalement, un nouveau tournage débute en Espagne continentale le 6 mars 2017, passe ensuite par le Portugal du 24 avril au 8 mai, pour se finir aux Canaries fin mai. Le 4 juin 2017, Terry Gilliam annonce sur Facebook que le tournage a pris fin.
Le film est projeté en clôture du festival de Cannes 2018 le samedi 19 mai 2018 et sort en salle en France le jour même. Une suite à Lost in La Mancha est prévue. Elle s'intitule He Dreams of Giants et reviendra sur le tournage et la production mouvementés de cette dernière tentative de Terry Gilliam.

### Émission radio
- Fabrice Drouelle, « "Lost in la Mancha" : Le Don Quichotte maudit de Terry Gilliam », émission de 54 min [], sur France Inter, Affaires sensibles, 31 août 2017 (consulté le 7 avril 2021)